# Glande anale
Les glandes anales ou le « sac anal » sont un système glandulaire présent chez beaucoup de mammifères et notamment  chez tous les carnivores (aussi différents que l'ours,, la loutre de mer ou le kinkajou) mais aussi chez des carnivores domestiques comme le chien ou le chat. Des glandes d'une nature proche mais qui peuvent avoir d'autres fonctions (chez les oiseaux notamment) existent aussi chez d'autres vertébrés que les mammifères.
Ce sont des glandes sébacées qui sécrètent un liquide gras (habituellement blanchâtre ou jaunâtre) jouant un rôle pour la reconnaissance des individus au sein d’une même espèce ou d’un groupe. Parmi les muscs les plus réputés depuis l'antiquité autrefois très recherchés par les parfumeurs, figure le musc issu des glandes anales de la civette.

## Localisation
Les glandes anales sont situées de part et d’autre de l’anus en formant chez certaines espèces une sorte de sac ; elles sont situées entre le sphincter interne et le sphincter externe de l’anus où elles débouchent.

## Chez l’être humain

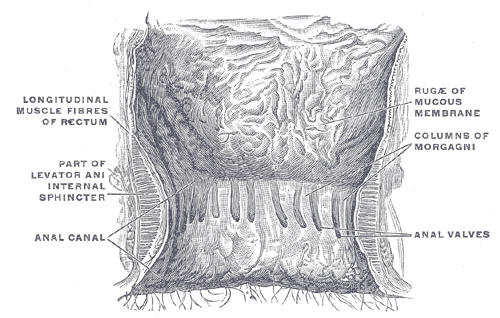
Schéma anatomique (coupe) montrant le canal anal, limité (en haut) par la ligne pectinée, le long de laquelle s’ouvrent les colonnes anales. les glandes anales libèrent leurs sécrétions dans les colonnes anales via des conduits spécifiques. C’est dans la zone intersphinctérienne que beaucoup de ces glandes sont situées

Les glandes anales, dites alors glandes d'Hermann et Defosses, sont situées à des profondeurs variables dans la paroi du canal anal, pour une partie entre les couches du sphincter interne et externe (dans le « plan intersphinctérien »). Au nombre de 6 à 8, elles s'abouchent au niveau des cryptes anales près des colonnes de Morgagni.
Leur rôle exact chez l'Homme est inconnu. Elles sécrètent une sorte de sébum dans le canal anal.
Selon la « théorie cryptoglandulaire » l'obstruction de ces conduits (supposément par l'accumulation de matière étrangère, par exemple d'origine bactérienne fécale dans les cryptes) peut conduire à un abcès péri-anal et à la formation de fistules,.

## Chez le chien et le chat
Chez ces animaux, ces glandes sont parfois appelés « glandes odoriférantes », tant elles sont manifestement importantes pour le marquage du territoire et la reconnaissance individuelle ou la hiérarchie dans le groupe.

## Pathologies
Les glandes anales peuvent parfois "spontanément" cesser leurs sécrétions, notamment dans un contexte de stress, et causer un changement rapide et désagréable de l'odeur de l'animal (chien ou chat y compris).
Les excréments de chien sont normalement fermes, et les glandes anales se vident quand le chien défèque. Si les selles du chien sont trop molles, elles peuvent ne plus exercer suffisamment de pression sur les glandes, qui alors ne se vident pas assez, causant progressivement un inconfort chez l’animal. 
L'inconfort du chien est manifeste quand il se fait glisser l’arrière-train sur le sol (« scooting » pour les anglophones), se léche ou mord l'anus, ou semble en situation inconfortable quand il est assis ou debout et qu’il semble « courir après sa queue ». L'inconfort empire en cas  d’infection des glandes anales gonflées ou du colmatage des conduits d’excrétion, avec généralement une forte douleur, de la fièvre et un gonflement de la zone glandulaire, voire des abcès.
Un vidage manuel de ces glandes peut être effectué par un vétérinaire, un toiletteur ou le propriétaire du chien, selon une technique dite « expression du sac anal ». Si cette manœuvre ne suffit pas, le traitement consiste à exprimer par pression plus forte le contenu de la glande, ou le cas échéant à crever un abcès, avec administration orale d’antibiotiques ou injection d'antibiotiques dans la glande (en cas d’infection plus avancée).
Alors que les sécrétions sont normalement beiges elles peuvent être grises à brunes et contenir des traces de sang en cas de pathologie de ce système glandulaire.

Les bactéries les plus fréquemment alors isolées dans les glandes infectées sont Escherichia coli, Enterococcus faecalis, Clostridium perfringens, et des Proteus.
En dernière extrémité, les glandes anales peuvent être enlevés chirurgicalement (c'est la « sacculectomie anale »). Cette opération se pratique en cas d'infection récurrente antibiorésistante ou en présence d’une tumeur maligne (généralement un adénocarcinome du sac anal).
Les complications potentielles comprennent alors l'incontinence fécale (notamment quand les deux glandes ont été retirées), la formation d’un rétrécissement ou la formation de cicatrices handicapantes avec parfois des fistules suintantes persistantes.

## Autres fonctions

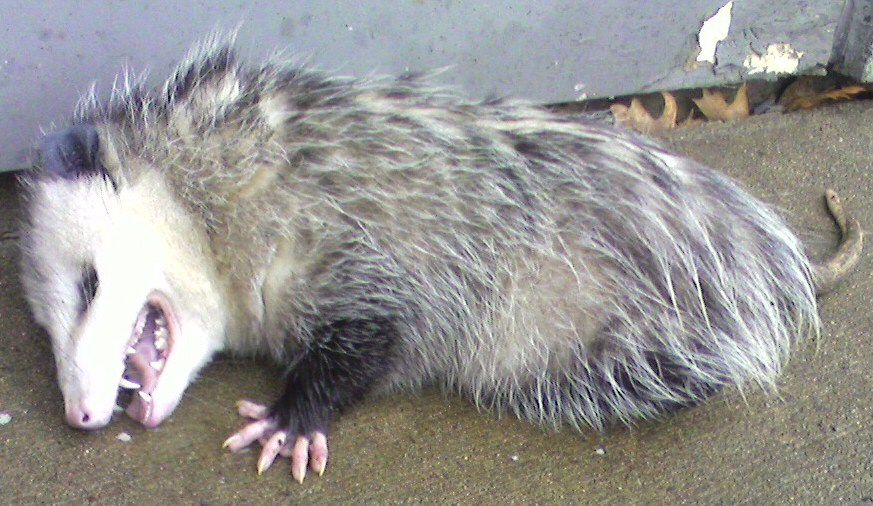
Opossum « faisant le mort », en libérant alors aussi des sécrétions anales nauséabondes.

- Certains animaux, dont par exemple les opossums utilisent leurs glandes anales quand ils « font le mort » (thanatose) avec une sécrétion parfois importante et dont l'odeur pourrait éloigner certains prédateurs en leur faisant croire qu'ils ont affaire à un cadavre. Il est à  noter que l'opossum n'est pas un carnivore et que ses glandes anales diffèrent de celles des carnivores.
- Les Mouffettes peuvent utiliser leurs glandes anales pour pulvériser un liquide très nauséabond (et collant). Ce comportement est considéré comme étant une défense contre les prédateurs.
- De nombreux animaux utilisent aussi ces sécrétions pour marquer leur territoire, comme la loutre ou le castor[11],[12].

Les hyènes produisent ainsi un mucus dit « beurre de hyène », utilisé pour marquer le territoire et identifier les individus du groupe par l'odeur,,. Certaines légendes africaines racontent que des sorcières monteraient des hyènes et utiliseraient une gourde pleine de beurre de hyène comme carburant pour les torches leur permettant de s'éclairer dans la nuit.